# Jaron Johnson
Pour les articles homonymes, voir Johnson.
Jaron Johnson, né le 5 mai 1992 à Tyler dans l'État du Texas, est un joueur américain de basket-ball. Il évolue aux postes d'ailier et d'arrière.

## Biographie
Le 26 juin 2014, Jaron Johnson, automatiquement éligible à la draft 2014 de la NBA, n'est pas sélectionné. Le 25 octobre 2014, il part jouer en D-League chez les Vipers de Rio Grande Valley.
Le 25 septembre 2015, il signe un contrat avec les Wizards de Washington. Le 24 octobre 2015, il est libéré par les Wizards et se retrouve agent libre. Le 2 novembre 2015, il retourne chez les Vipers.
Le 3 octobre 2016, il signe en Australie chez les Perth Wildcats. Il participe au concours de dunk australien en 2017. Le 23 février 2017, il retourne chez les Vipers. Le 30 mars 2017, les Vipers retirent Johnson de leur effectif.
Le 21 juillet 2017, il signe en Israël, à l'Ironi Nes Ziona. Il remporte le concours de dunk israélien en 2017. Le 21 mars 2018, il quitte l'Israël pour la France où il signe chez les Levallois Metropolitans.
Le 7 juin 2018, il prolonge son contrat avec le club parisien.
Le 3 juin 2019, il signe pour le club de l'Élan Chalon,.
En juin 2020, il s'engage pour une saison avec la JDA Dijon.

## Palmarès
- Vainqueur du concours de dunk 2017 en Israël

## Statistiques

### Universitaires
| Saison   | Équipe         | Matchs | Titul. | Min./m | % Tir | % 3pts | % LF | Rbds/m. | Pass/m. | Int/m. | Ctr/m. | Pts/m. |
| -------- | -------------- | ------ | ------ | ------ | ----- | ------ | ---- | ------- | ------- | ------ | ------ | ------ |
| 2012-13  | Louisiana Tech | 34     | 0      | 15,1   | 42,3  | 28,9   | 76,5 | 2,9     | 0,3     | 0,3    | 0,2    | 4,6    |
| 2013-14  | Louisiana Tech | 37     | 18     | 21,5   | 50,9  | 31,6   | 71,3 | 3,5     | 0,7     | 0,6    | 0,3    | 9,1    |
| Carrière | Carrière       | 71     | 18     | 18,4   | 47,9  | 30,8   | 73,0 | 3,3     | 0,5     | 0,5    | 0,3    | 7,0    |